# Liste des toponymes juifs en Belgique
 (février 2024).
- Si vous ne connaissez pas le sujet, laissez ce bandeau (vous pouvez alors contacter les auteurs).
- Si vous supprimez le contenu mis en cause (vous pouvez préalablement contacter les auteurs),

argumentez précisément cette suppression dans la page de discussion
(un manque de référence n'est pas un argument ; une recherche réelle de référence doit avoir été effectuée, être formellement documentée).
Les toponymes juifs sont nombreux en Belgique.

## Les rues des Juifs
| \| Baudour · Bièvre · Bourlers · Charneux · Couvin · Dison · Doische · Douvrain · Fontaine-L'Évêque · Forchies-la-Marche · Gedinne · Givry · Grandrieu · Grosage · Heer · Heer · Hélécine · Herchies · Jurbise · Matagne-la-Grande · Mons · Mussy-la-Ville · Nismes · Nivelles · Onnezies · Vance · Anvers · Budingen · Gand · Guigoven · Herenthout · Louvain · Malines · Saint-Trond · Tienen · Vlijtingen · Zoutleeuw · Eupen \| indique l'utilisation du terme juif ou Joden ou Juden |
| Baudour · Bièvre · Bourlers · Charneux · Couvin · Dison · Doische · Douvrain · Fontaine-L'Évêque · Forchies-la-Marche · Gedinne · Givry · Grandrieu · Grosage · Heer · Heer · Hélécine · Herchies · Jurbise · Matagne-la-Grande · Mons · Mussy-la-Ville · Nismes · Nivelles · Onnezies · Vance · Anvers · Budingen · Gand · Guigoven · Herenthout · Louvain · Malines · Saint-Trond · Tienen · Vlijtingen · Zoutleeuw · Eupen                                                             |

En Belgique, on trouve une rue des Juifs dans les localités suivantes : Baudour, Bièvre, Bourlers, Charneux, Couvin, Andrimont (section de Dison), Doische, Douvrain, Fontaine-l'Évêque, Forchies-la-Marche, Gedinne, Givry, Grandrieu, Grosage, Heer, Hélécine, Herchies, Jurbise, Matagne-la-Grande, Mons, Mussy-la-Ville, Nismes, Nivelles, Onnezies et Vance ainsi qu'une Joden straat à Anvers, Budingen, Gand, Guigoven (Jodensteeg), Herenthout, Herck-la-Ville (Jodestraat), Léau, Louvain, Malines, Saint-Trond, Tirlemont (à Bost et aussi une Jodenbeemdstraat au village de Kumtich), Flétange et une Judenstrasse à Eupen, toutes indiquées sur la carte ci-contre.

## Autres cas
Dans la ville d'Anvers, il existe une rue Israelietenstraat.
Il faut aussi mentionner une rue de la synagogue à Arlon.
Il existait également une rue Montagne de Sion à Bruxelles, en référence au mont Sion de Jérusalem, et non pas en référence à Sion pour décrire le « peuple de Dieu » – le peuple juif. Il existe en Flandre deux rues Sionstraat, une à Courtrai et une autre à Maaseik. Dans la ville de Lierre, il existe une rue Sionsplein et une autre Sionsvest.
Dans l'arrondissement de Bastogne, un hameau porte le nom de Jodenville. Joden serait une déformation de Gaudin, selon le Dictionnaire des noms de lieux en Wallonie et à Bruxelles, mais cela pourrait aussi indiqué une consonance juive historique.
Il existe aussi un sentier à Lebbeke appelé Jodenwegel.

## Commémoration de la Shoah
À Anderlecht, le square des Martyrs Juifs est le site du Mémorial National aux Martyrs Juifs de Belgique,. Plusieurs rues Anne Frank existent en Belgique, à Mouscron, Anvers, Courtrai, Iseghem, Kruibeke et Niel.

## Galerie de photographies

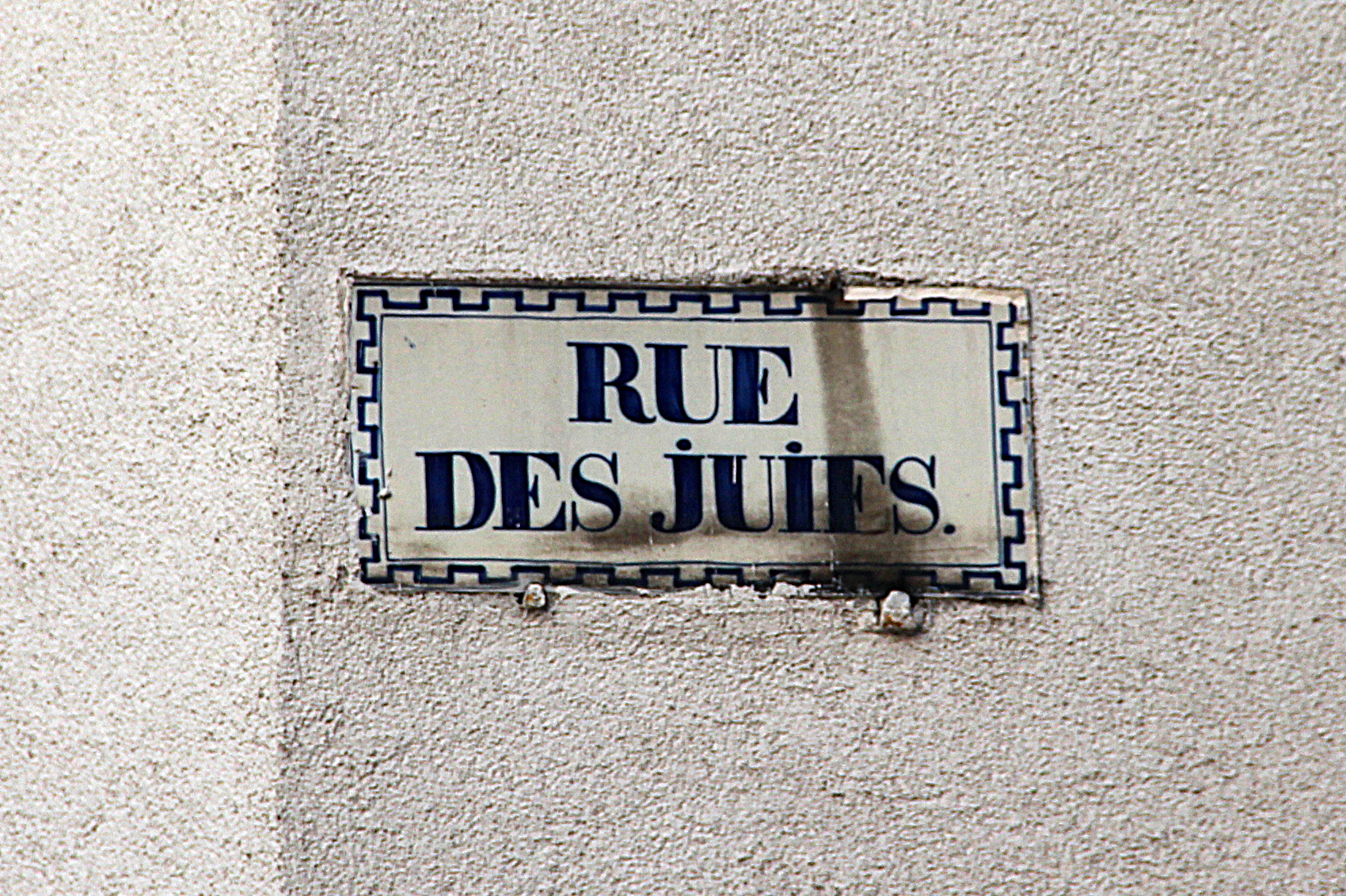
Rue des Juifs à Mons. Plaque de rue en faïence.
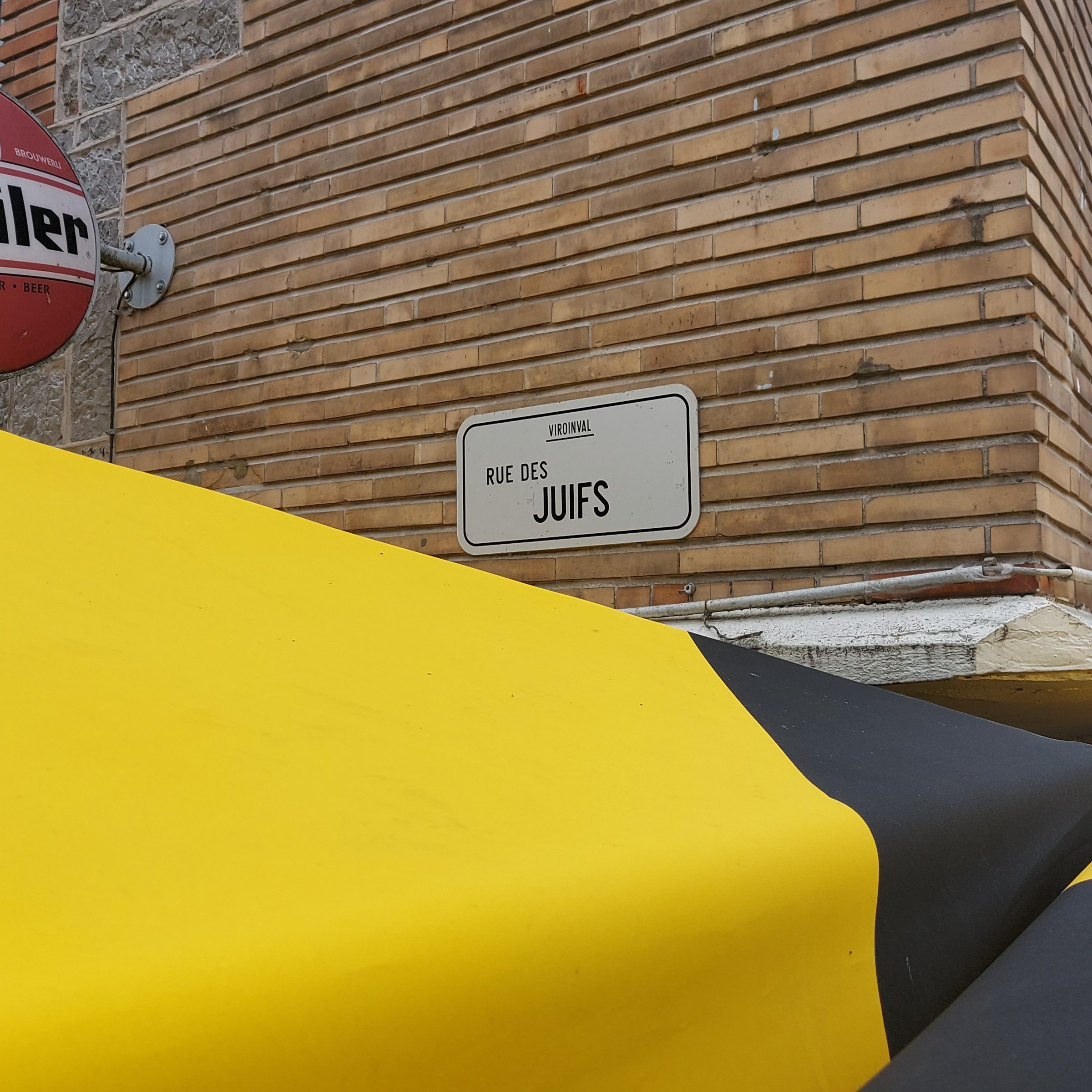
Rue des Juifs à Nismes.
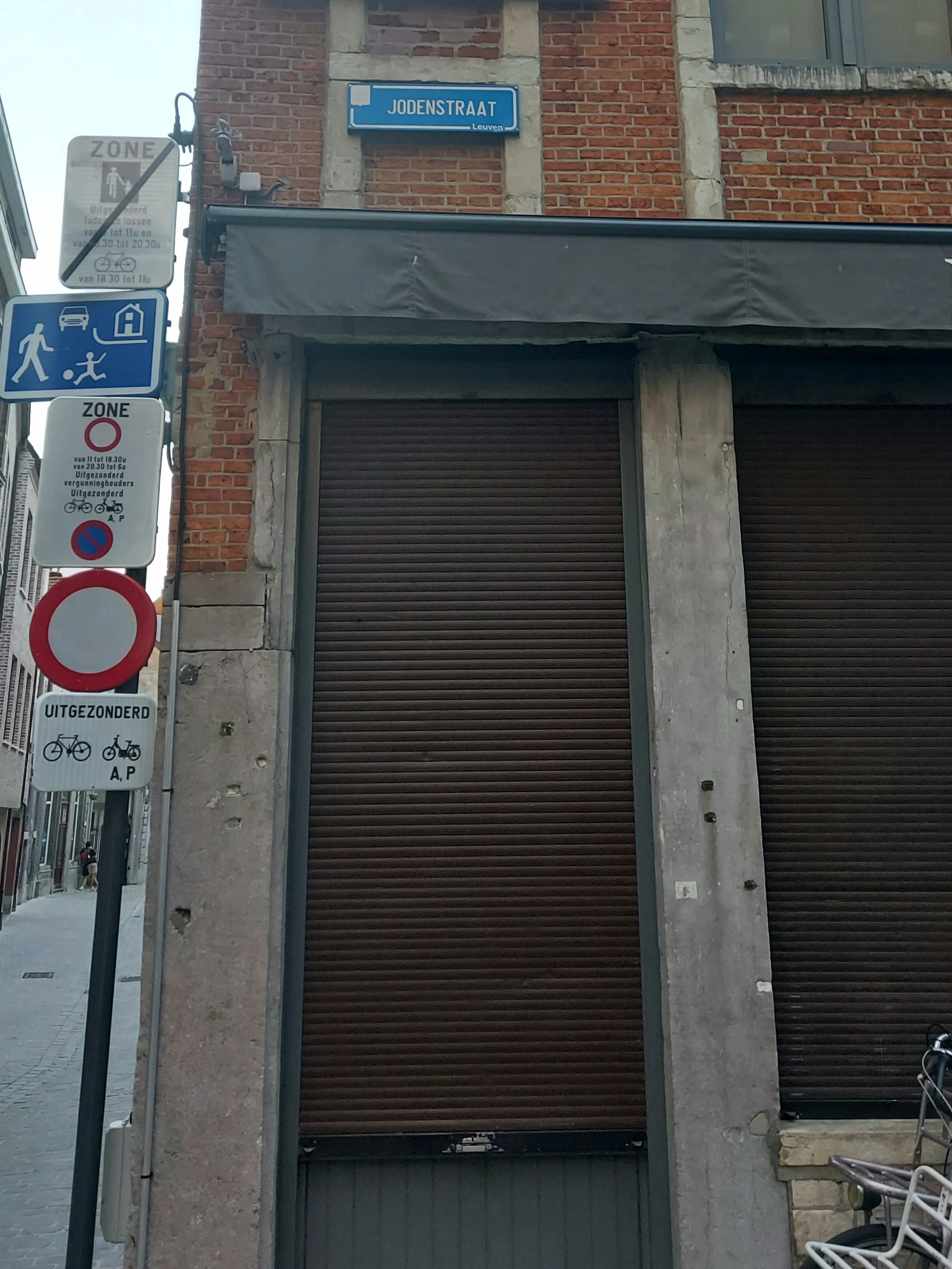
La Jodenstraat de Louvain.
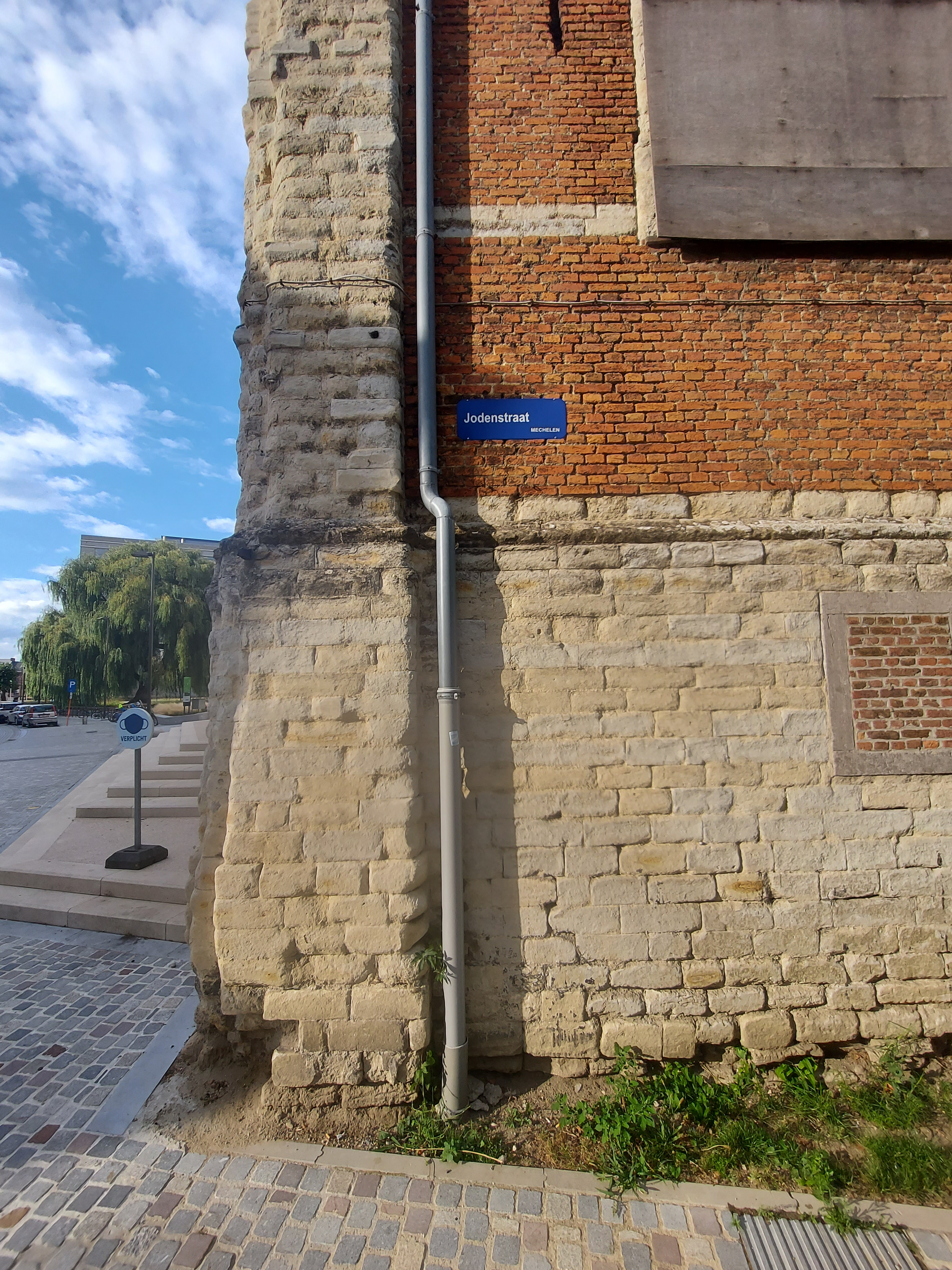
La Jodenstraat de la ville de Malines
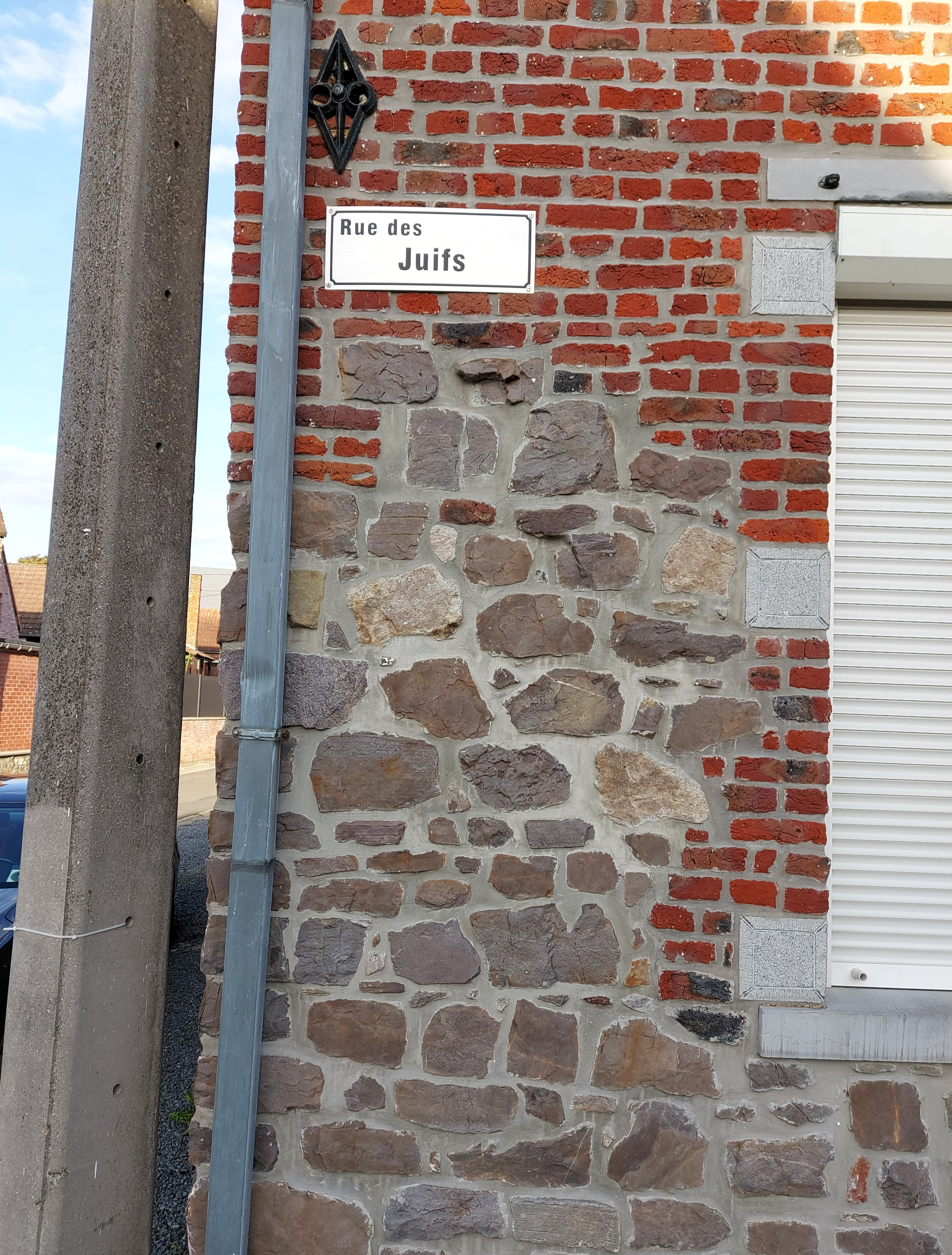
Rue des Juifs à Givry.
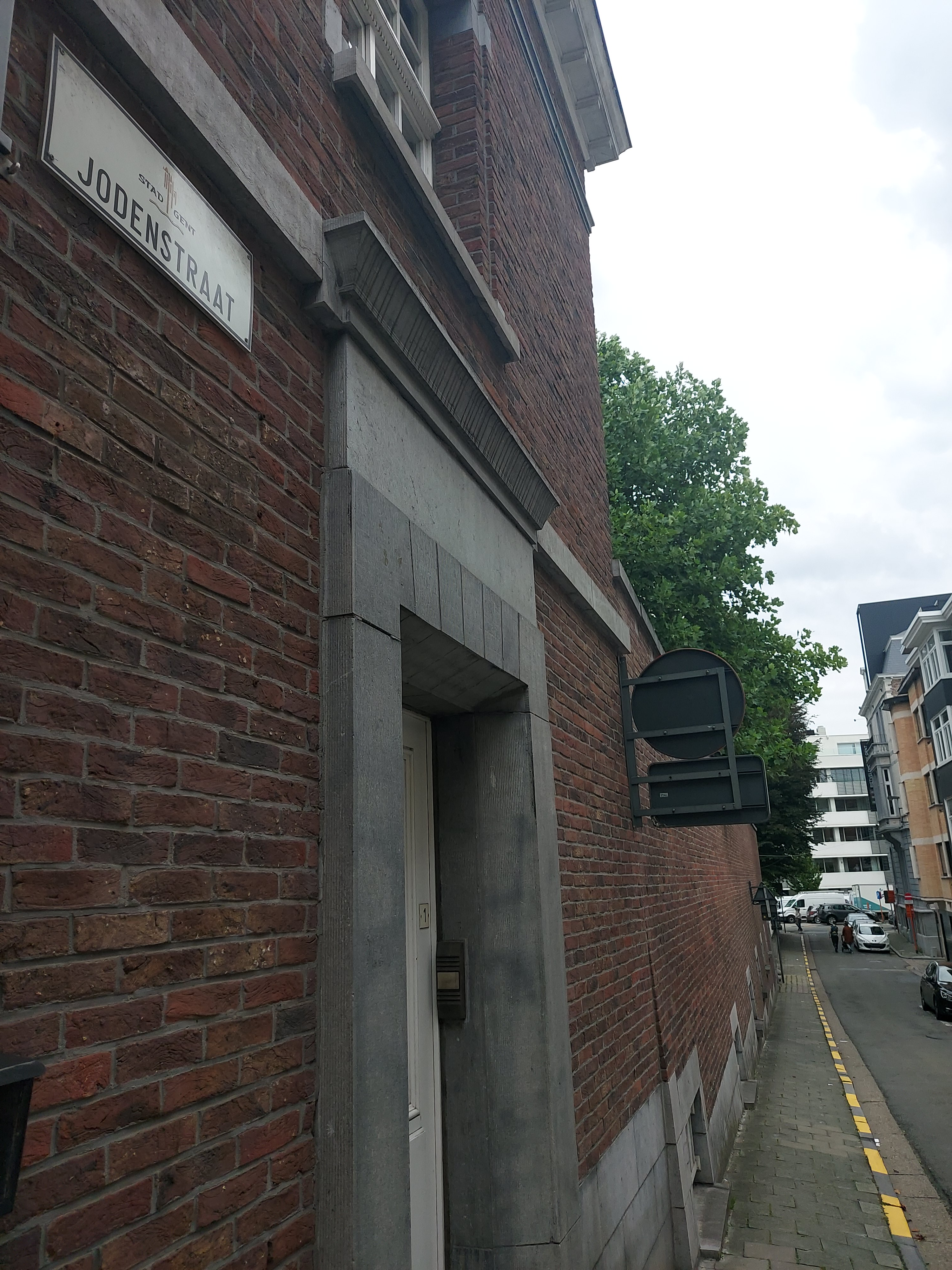
La Jodenstraat de la ville de Gand
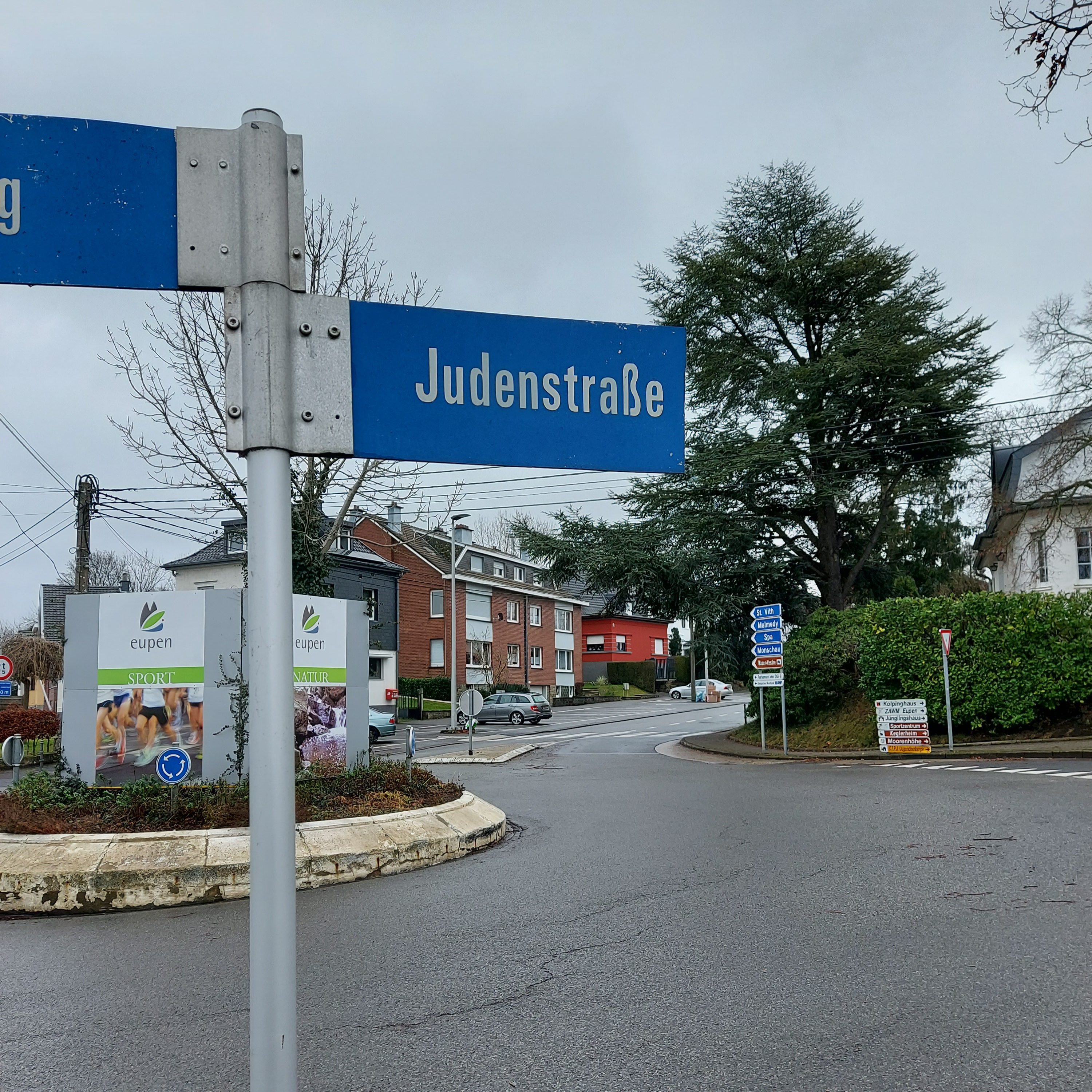
La Judenstraße à Eupen